# Fernando Andreu Merelles
Fernando Andreu Merelles és un jutge de l'Audiència Nacional d'Espanya des del 2002.
Exerceix un paper de lideratge, especialment en el dret humanitari i en la persecució de crims de guerra i assumptes similars (veure enllaços d'articles relacionats amb Ruanda, Israel, etc.). Tals recerques són possibles gràcies al principi de jurisdicció universal d'Espanya en els presumptes casos de crims de lesa humanitat, genocidi i terrorisme.

## Casos jurídics destacats

### Bomba de la Franja de Gaza de 2002
El 29 de gener de 2009, Andreu va obrir recerques preliminars sobre les denúncies que un atac amb bomba contra Gaza en 2002 i va justificar el processament de l'exministre de defensa israelià Binyamin Ben-Eliezer, el exjefe de personal de defensa Moshe Ja'alon, ex-cap de la força aèria Dan Halutz, i altres quatre, per crims de lesa humanitat. Ha estat investigant la mort de 15 terroristes palestins, part d'ells civils, que van morir quan la força aèria israeliana va bombardejar una casa a la ciutat de Gaza. L'atac va matar a un líder de l'ala militar del moviment islamista Hamàs, Salah Shehadeh, juntament amb 14 civils, principalment nens, i va ferir a algunes desenes de civils, segons la denúncia.

### Genocidi de Ruanda
També ha investigat el genocidi de Ruanda i denúncies de crims de guerra comesos per l'Exèrcit Patriòtic de Ruanda (RPA) i les figures dirigents del Front Patriòtic Ruandès a Ruanda i la República Democràtica del Congo entre 1994 i 2000.

### Màfies russo-georgianes
L'any 2005 dirigí l'Operació Vespa contra les màfies russo-georgianes que operaven a l'Estat espanyol, que culminà amb el processament d'alguns dels seus líders destacats, comTariel Oniani i Zakhar Kalaixov.